# Oude Johanneskerk
De aan de Ladenburger Straße gelegen oude Johanneskerk (Duits: alte Johanneskirche) was de oorspronkelijke dorpskerk van Neuenheim, tegenwoordig een Stadtteil van Heidelberg (Baden-Württemberg). Van de kerk bleven slechts de toren en het koor bewaard.

## Geschiedenis

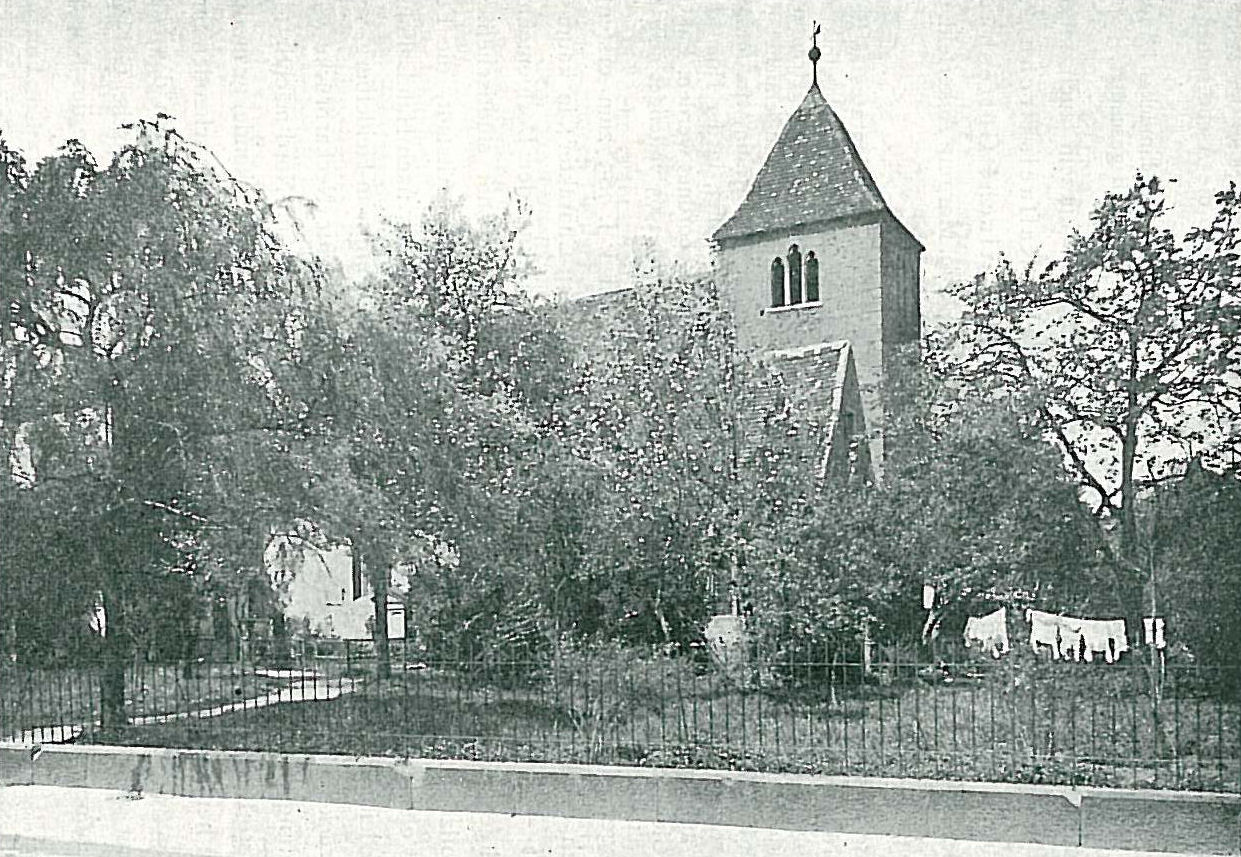
De kerk voor de sloop in 1900

De geschiedenis van het dorp Neuenheim gaat tot in de 8e eeuw terug. In 1137 werd hier de Capella Sanctis Johannis Baptistae door bisschop Burchard II van Worms geconsacreerd. Deze aan Johannes de Doper gewijde kapel viel onder de Sint-Vitusparochie van Handschuhsheim. 
Het kerkgebouw werd herhaaldelijk verbouwd en tegenwoordig stammen de nog bewaarde resten van een gotisch gebouw uit de late 15e eeuw, waarbij de voormalige spitsbogige triomfboog later een ronde boog kreeg. 
Tijdens de Landshuter Successieoorlog, de Dertigjarige Oorlog en de Paltse Successieoorlog werd er zwaar huisgehouden in Neuenheim en de kerk raakte ernstig beschadigd. Van het gebouw stonden na 1693 nog slechts de toren en het koor overeind. Pas in 1728 werd er weer een kerkschip in barokke stijl aangebouwd. 
Sinds de reformatie in Neuenheim (1556) was de Johanneskerk een protestants kerkgebouw.
Met de gemeentelijke samenvoeging van het dorp Neuenheim bij Heidelberg in 1891 groeide het nieuwe Stadtteil in rap tempo en werd de kerk al snel te klein. Er waren plannen om de kerk te vergroten, maar uiteindelijk koos men toch voor een grotere nieuwbouw buiten de oude dorpskern. In 1902 werd de nieuwe Johanneskerk, die de naam van de oude kerk overnam, aan de Handschuhsheimer Landstraße ingewijd. De oude kerk werd aan de eveneens sterk gegroeide katholieke gemeenschap overgedragen, die tot dan voor de viering van de mis was aangewezen op de Sint-Vituskerk in Handschuhsheim. Ook de katholieken planden echter een nieuw kerkgebouw, waarvoor in 1903 de eerste steen werd gelegd. Nadat de nieuwe katholieke Rafaëlkerk werd consacreerd bleef de oude Johanneskerk leegstaan. In 1906 werd het kerkschip ten slotte gesloopt om samen met het vroegere kerkhof, dat tot 1857 in gebruik was, ruimte te maken voor de aanleg van de Markt.
De oorspronkelijke plattegrond van de kerk wordt tegenwoordig met donkere stenen op het Marktplein gemarkeerd. In het restant van het gebouw werd in 1949 een kruisigingsgroep opgesteld, die in 1767 voor het katholieke deel van het kerkhof van de Petruskerk werd gemaakt en later werd verplaatst naar het Heidelberger Bergfriedhof, waar tegenwoordig een replica staat.